# Luis Carlos Sahuquillo
Luis Carlos Sahuquillo García (Motilla del Palancar, Cuenca, 11 de enero de 1966) es un trabajador social, funcionario y político español.

## Biografía
Ha desarrollado su labor profesional como funcionario de la Junta de Comunidades de Castilla-La Mancha. Inició su actividad política en la década de 1990, siendo elegido por el Partido Socialista Obrero Español, miembro de la Diputación Provincial de Cuenca, donde llegó a ser Portavoz del Grupo Socialista desde 1995 a 1999 y Vicepresidente Primero de la misma Diputación (1999-2001). En 2001 pasó a desempeñar el puesto de director general de Servicios Sociales de la Consejería de Bienestar Social de la Junta de Comunidades de Castilla-La Mancha hasta 2003. A partir de ese momento, y siempre en la provincia de Cuenca, ha sido Delegado Provincial de Obras Públicas, de Vivienda y Urbanismo y Delegado de la Junta. En febrero de 2008 dimitió para encabezar la candidatura del PSOE por la provincia de Cuenca en las elecciones generales de ese año, obteniendo el escaño en el Congreso.
En 2023, Sahuquillo anunció que emprendería acciones legales contra quienes le situaran en las cenas con empresarios y diputados del grupo socialista celebradas en Madrid, organizadas por su compañero de partido, el diputado Juan Bernardo Fuentes Curbelo, conocido como Tito Berni, supuesto cabecilla del Caso Mediador.
Dejó de ser Diputado en el Congreso de los diputados el 30/05/2023.